# Nahr el-Bared

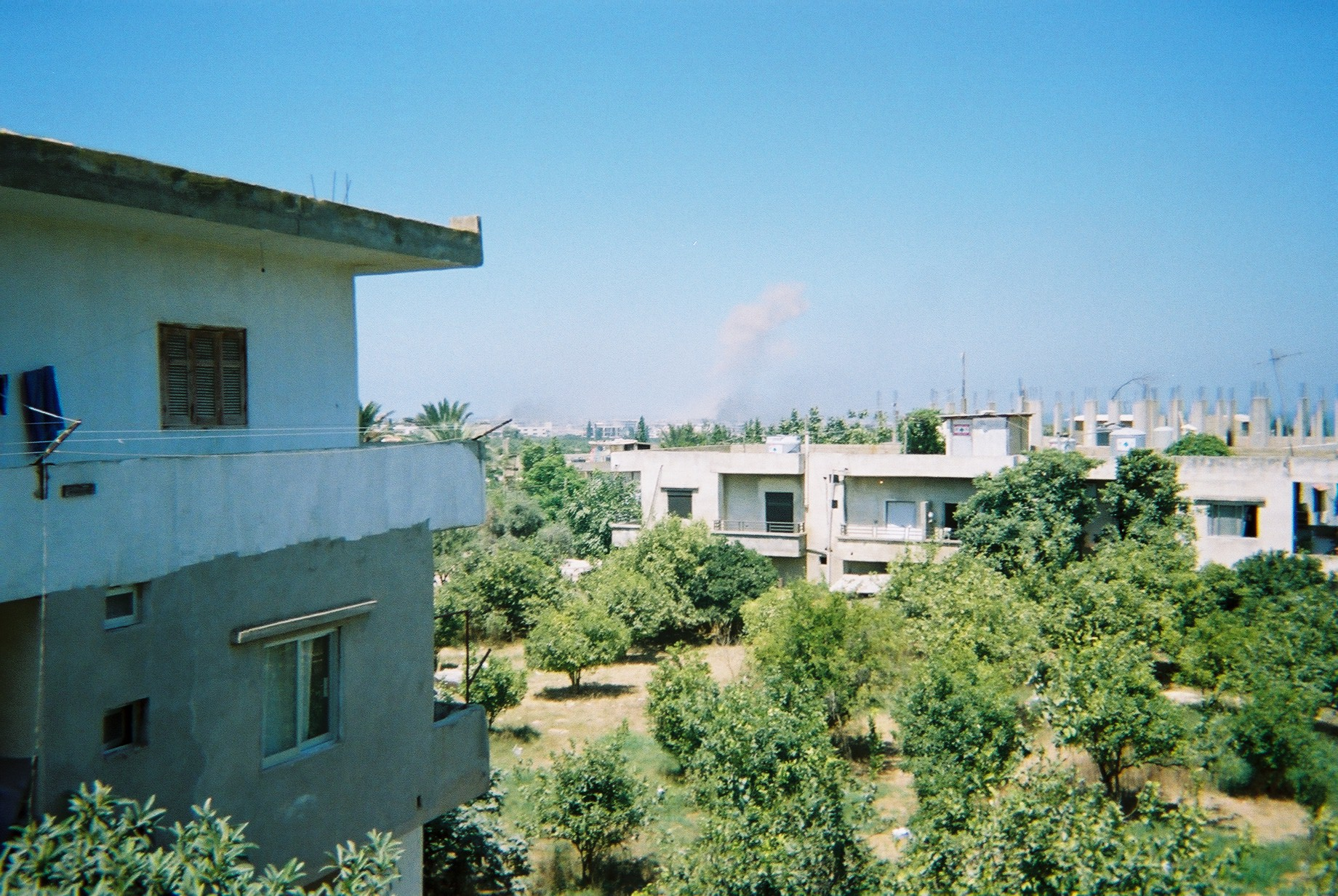
Una bomba explota en Nahr al-Bared durante el conflicto de 2007.

Nahr el-Bared es un campamento de refugiados palestinos en Líbano, situado a 16 km al norte de Trípoli.

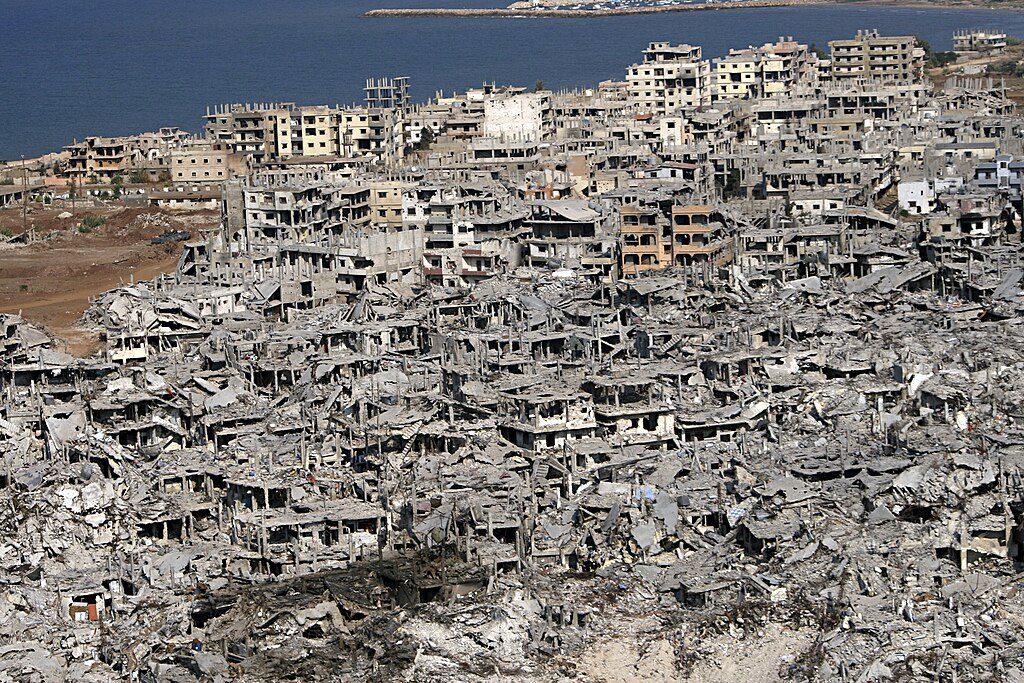
Destrucción en el campamento tras el enfrentamiento entre tropas gubernamentales y una milicia islamista (2007)

Fue establecido originalmente por la Cruz Roja en 1949 con el objetivo de ofrecer un territorio a los que se vieron forzados a abandonar la zona palestina del valle de Jule. La Agencia de Naciones Unidas para los Refugiados Palestina en Oriente Próximo (UNRWA) comenzó a prestar servicios en el campamento en 1950.
Según datos de la propia UNRWA, el número de refugiados es de algo más de 31.000, entre los que se encuentran los hijos y nietos de los primeros desplazados. El campo está dividido de facto en dos zonas: la antigua y original, consolidada en la década de 1950, y otra alrededor donde ha ido creciendo la primera al incrementar la población.
Durante la conflictiva década de 1980 en la guerra libanesa, el campamento fue objeto de distintos enfrentamientos entre facciones palestinas y de estas con fuerzas libanesas. En 2007, las fuerzas libanesas dirigieron una ofensiva militar contra el campo tratando de derrotar a las milicia de la organización radical islamista suní Fatah al-Islam. Los enfrentamientos duraron algo más de tres meses y el campamento quedó muy dañado. El ejército libanés empleo artillería pesada y tanques en las operaciones.  